# Linyphia maura
Linyphia maura là một loài nhện trong họ Linyphiidae.
Loài này thuộc chi Linyphia. Linyphia maura được Tord Tamerlan Teodor Thorell miêu tả năm 1875.